# 橫山了一
橫山了一（日语：横山 了一，1978年—），日本男性漫畫家、漫畫原作者。出身於北海道釧路市。

## 人物簡介
- 北海道釧路湖陵高等學校（日语：北海道釧路湖陵高等学校）、北星學園大學畢業[1]。妻子加藤真弓同樣也從事漫畫家[2]。
- 2002年，於講談社的旗下雜誌《週刊Young Magazine》連載《熱血番長鬼瓦椿》，從此正式出道。
- 其作品特徵是善長以番長、極道組長、魔王等、個性很強悍的角色融入在漫畫中搞笑演出。
- 除了從事漫畫家工作之外，曾在網路脫口秀節目『漫畫元氣發動計劃（日语：漫画元気発動計画）』第1回中以嘉賓的身份上該節目[3]。

## 作品概覽
※部分作品日文直譯。
- 熱血番長鬼瓦椿（講談社《週刊Young Magazine》，2002年，全2冊）[4]
- 合梁山泊（小學館《週刊Young Sunday》，2006年）
- Q（Jr.，2007年）
- 漢之花道（少年畫報社《Young King（日语：ヤングキング）》，2008年）
- A·NI·KI（少年畫報社《Young King》，2009年）
- 極☆漫（日语：極☆漫）（秋田書店《月刊少年Champion（日语：月刊少年チャンピオン）》，2009年）已出版1冊
- 宇宙極道（日本文藝社（日语：日本文芸社）《別冊漫畫可樂（日语：別冊漫画ゴラク）》，2010年，短篇）
- 魔王（講談社《月刊少年Rival（日语：月刊少年ライバル）》，2011年）
- （擔任原作，作畫：加藤真弓，雙葉社《網路漫畫ACTION堂》，2012年）全2冊
- 漫畫專校學生的青春（擔任原作，作畫：山田，德間書店《Comic ZENON（日语：月刊コミックゼノン）》，2012年）
- 【悲報】在那之後魔法少女的日常。（擔任原作。作畫：上月真丸（日语：上月まんまる），2014年）已出版2冊
- 息子俺態度基本的漫（To-ti web（日语：リイド社），2015年）已出版1冊
- 北西（飛鳥新社，2016年）已出版2冊
- 戰國Comike（KADOKAWA／Media Factory，2017年）
- 山理不（LEED社（日语：リイド社），2017年）已出版1冊

## 外部連結
- 橫山了一的X（前Twitter） （日語）
- 橫山了一的Facebook專頁 （日語）
- 漫畫圖書館Z全冊配信中可直接試閱的作品[] （日語）－漫畫圖書館Z公式官網 (舊名J-Comi)（日语：Jコミ）